# Нинся-хуейски автономен регион
Нинся-хуейският автономен регион (на мандарин: 宁夏回族自治区; пинин: Níngxià Huízú Zìzhìqū) или само Нинся (на мандарин: 寧夏; пинин: Níngxià) e автономен регион в северната част на Китай. Административен център и най-голям град в региона е град Инчуан. Площта му е 66 400 км2. По приблизителна оценка за 2017 г. населението на провинцията е 6 818 000 жители.